# Izwor machała
Izwor machała (bułg. Извор махала) – wieś w Bułgarii, w obwodzie Widin, w gminie Kuła. Według danych szacunkowych Ujednoliconego Systemu Ewidencji Ludności oraz Usług Administracyjnych dla Ludności, 15 grudnia 2018 roku miejscowość liczyła 60 mieszkańców.